# Crisia nordenskjoldi
Crisia nordenskjoldi är en mossdjursart som beskrevs av John Borg 1944. Crisia nordenskjoldi ingår i släktet Crisia och familjen Crisiidae. Inga underarter finns listade i Catalogue of Life.